# Sokol-Flugzeugfabrik

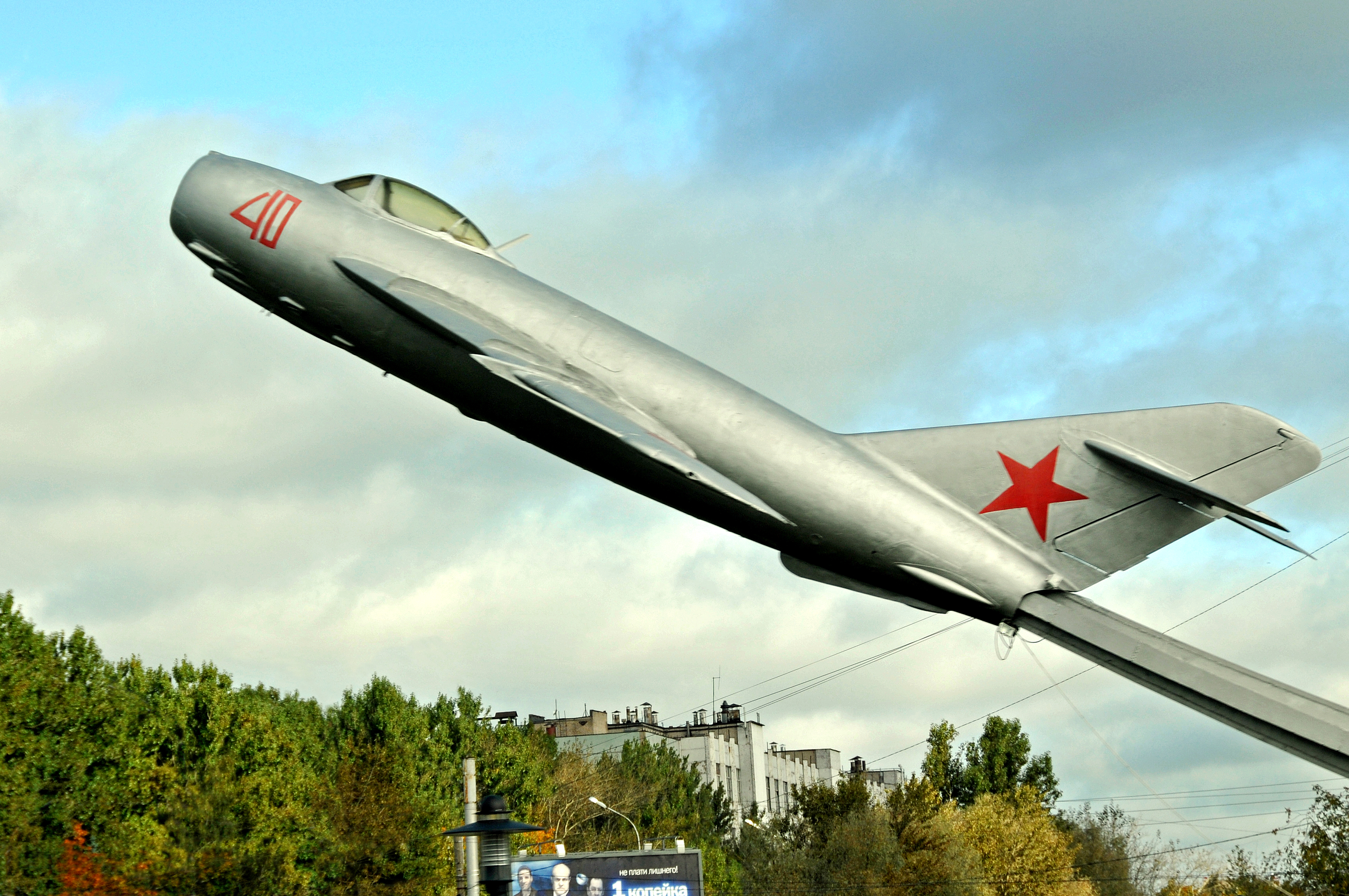
Flugzeug-Denkmal der Fabrik (2009)

Die Sokol-Flugzeugfabrik (russisch Авиастроительный завод «Сокол», früher Flugzeugwerk Nr. 21 Ordschonikidse, russisch Авиационный завод № 21) ist ein 1932 gegründetes Flugzeugwerk in der russischen Stadt Nischni Nowgorod.
In der Fabrik werden Flugzeuge von MiG produziert. Unmittelbar westlich davon liegt der werkseigene Flugplatz Sormowo.